# Rutas de Río Rojo

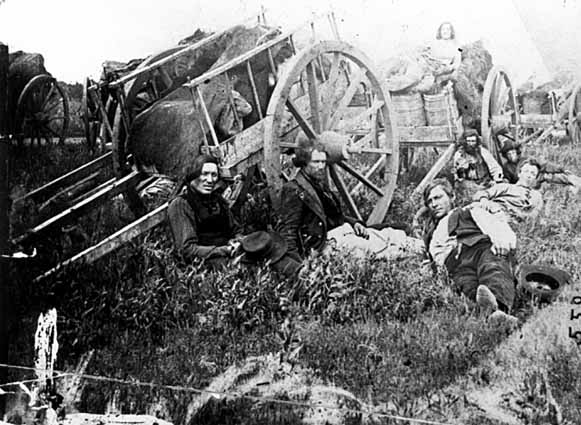
Conductores métis y carretas de bueyes en un parón

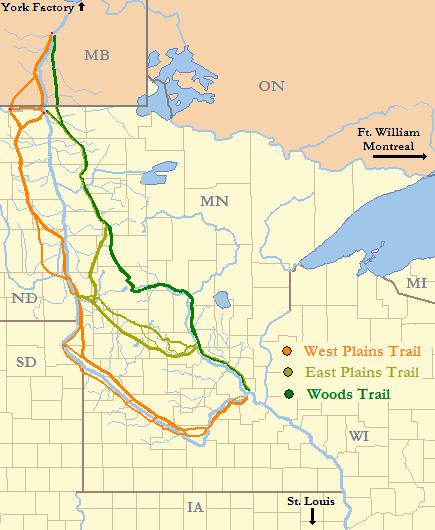
Rutas de Río Rojo entre Fort Garry y St. Paul; había muchas otras rutas no mostradas en este mapa.

Las Rutas de Río Rojo (en inglés: Red River Trails) eran una red de rutas de carretas de bueyes que conectaban la colonia de Río Rojo (poblamiento Selkirk) y Fort Garry en la Norteamérica Británica con la cabecera de navegación del río Misisipi en los Estados Unidos. Estas rutas comerciales recorrían desde lo que hoy en día es Winnipeg en la provincia canadiense de Manitoba, cruzando la frontera canadiense con Estados Unidos, por una variedad de rutas, atravesando lo que son ahora los estados de Dakota del Norte oriental y Minnesota occidental y central, terminando en las ciudades de Mendota y St. Paul, Minnesota en el río Misisipi.
Los viajeros empezaron a utilizar las rutas en la década de 1820, con el mayor uso desde la década de 1840 hasta los inicios de la década de 1870, cuando fueron reemplazadas por ferrocarriles. Hasta entonces, estas carretas habían proporcionado el medio más eficaz de transporte entre la aislada colonia de Río Rojo y el mundo exterior. Dieron a los colonizadores Selkirk y sus vecinos, los métis, una salida al mercado para sus pieles y otras fuentes de suministros, ya que la Compañía de la Bahía de Hudson era incapaz de aplicar su monopolio frente a la competencia que utilizaba las rutas.
Comerciantes libres, independientes de la Compañía de la Bahía de Hudson y fuera de su jurisdicción, desarrollaron un comercio extenso con los Estados Unidos, haciendo de St. Paul el principal entrepôt y punto de enlace con el mundo exterior para la población Selkirk. El comercio desarrollado por y a lo largo de las rutas que conectaban Fort Garry con St. Paul estimuló el negocio, contribuyó al poblamiento de Minnesota y Dakota del Norte, y aceleró el poblamiento de Canadá al oeste de la barrera conocida como el Escudo Canadiense. Por un tiempo, este comercio transfronterizo amenazó incluso el control canadiense de sus territorios occidentales. La amenaza disminuyó después del establecimiento de rutas comerciales transcontinentales tanto al norte como al sur de la frontera. El pasillo de transporte, como resultado, perdió importancia. Aquel pasillo ha visto en tiempos modernos un resurgimiento de tráfico, con medios más modernos que el sistema rudimentario de carretas que una vez recorrió las rutas de Río Rojo.